# نظرية المادة والصورة

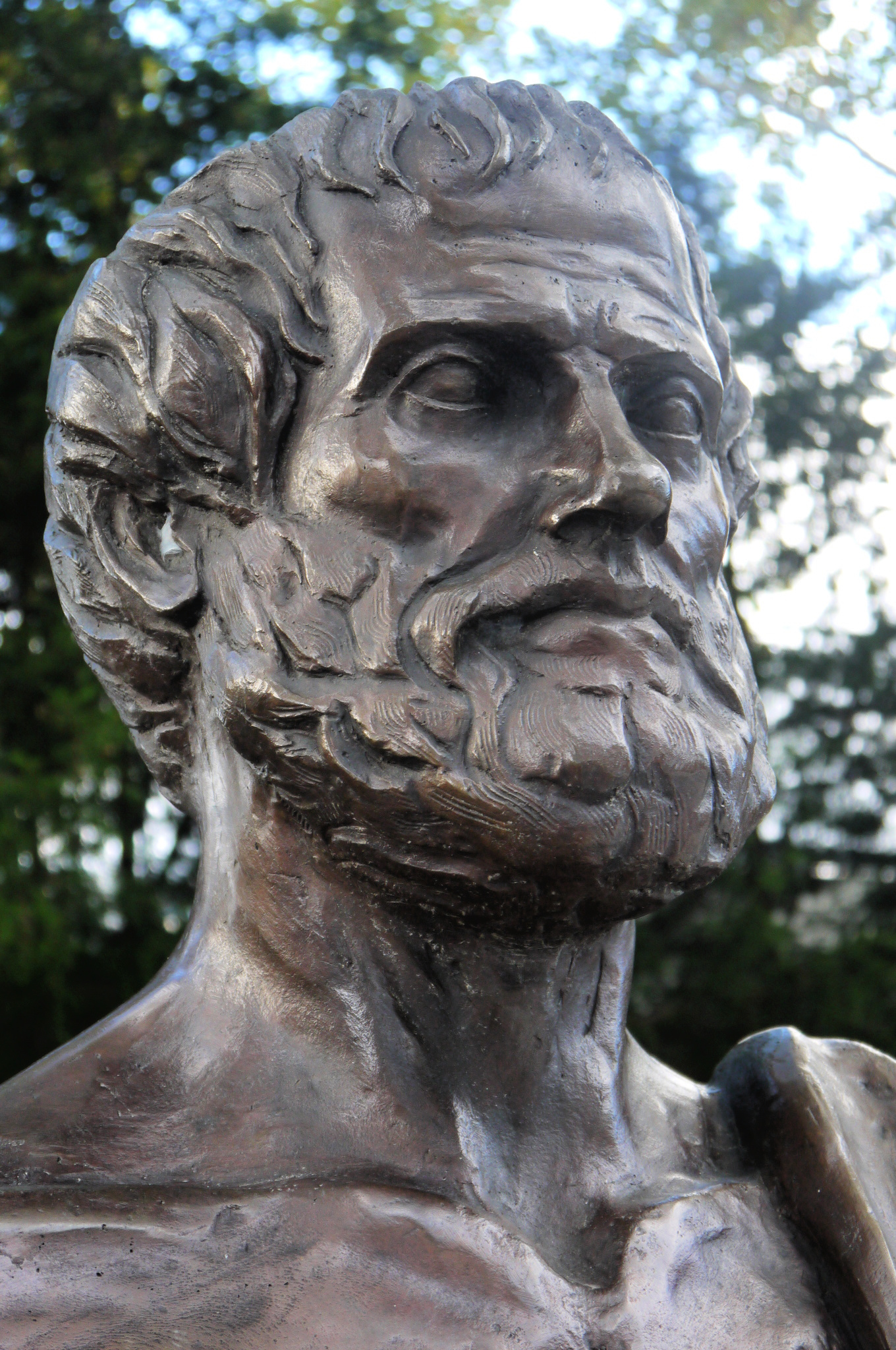

نظرية المادة والصورة أو نظرية الهيولى والصورة أو الهيلومورفية (اللفظ الأخير مؤلف من لفظين "هيلو" وهي الهيولى و"مورفه" وهي الصورة) وهي نظرية فلسفية آرسطية ـ مدرسية تفسر تكوّن الأجسام بمبدأين أساسيين متكاملين، هما المادة والصورة.